# 政略結婚の旦那様（仮）と恋を始めます。
政略結婚の旦那様（仮）と恋を始めます。（せいりゃくけっこんのだんなさま（かり）とこいをはじめます。）は、白雪しおんの漫画作品。
宙出版の季刊TL雑誌『ル・ノエル』で2018年（平成30年）1月から開始され、電子雑誌『ぱちゅてる』（後の『恋愛白書シェリーKiss』）に掲載誌を移り、2020年（令和2年）3月まで連載した。単行本全3巻が発売された。

## 登場人物
セラフィナ
本作のヒロイン。トリーティア領出身の貴族の娘。特技は料理。
ルシード
大貴族セルバンテス家の次男。かつて高名な騎士だったが、事故で大怪我を負い、将来を奪われ、1人屋敷に引きこもる生活に。
ナタリオ
セラフィナの使用人として、ともにセルバンテス家の屋敷にやってくる。セラフィナをアシストする有能な少年。

## 書誌情報
- 白雪しおん『政略結婚の旦那様（仮）と恋を始めます。』 宙出版〈ミッシィコミックス/YLC DX Collection〉、全3巻
  1. 2018年10月17日発行（同日発売）、ISBN 978-4-7767-4807-6
  2. 2019年7月17日発行（同日発売）、ISBN 978-4-7767-4972-1
  3. 2020年4月16日発行（同日発売）、ISBN 978-4-7767-5132-8